# Mario Pasquale Costa
Mario Pasquale Costa, nome d'arte di Pasquale Antonio Cataldo Maria Costa (Taranto, 24 luglio 1858 – Monte Carlo, 27 settembre 1933), è stato un compositore, tenore e pianista italiano, autore di canzoni e di operette.

## Biografia
Nacque vicino alla casa natale di Giovanni Paisiello, figlio del controllore di dogana Angelo e della nobildonna tarantina Maria Giuseppe Malagisi, nipote di Michele Costa.
Suo parente era il compositore Carlo Costa del settecento e docente presso il conservatorio di Napoli.
Trasferitosi con la famiglia a Napoli nel 1865, studiò composizione, canto e pianoforte presso il conservatorio di San Pietro a Maiella, allora diretto da Saverio Mercadante, con Paolo Serrao, Costantino Palumbo, Giuseppe Martucci, lo Scafati, Guercia, e lo stesso zio paterno Carlo Costa. La sua prima composizione musicale risale al 1871, e fu una barcarola intitolata "In alto mare" su versi del librettista napoletano Enrico Golisciani dedicata a Maria Brunner-Fontain.
Da allora per sessant'anni scrisse numerose romanze, canzoni popolari, melodie, stornelli, duetti, inni, marce, pantomime, opere comiche, operette, danze, fiabe. Scrisse versi e musica di 'A frangesa sul tavolo della birreria "Strasburgo" a Napoli in onore della diva del varietà Amanda Henry e la canzone fu portata al successo dalla cantante tarantina Anna Fougez. Il direttore del Corriere del Mattino, Martino Cafiero, letta una poesia del suo giovane redattore Salvatore Di Giacomo, decise che con la musica appropriata sarebbe diventata una canzone di successo: chiese prima al musicista pugliese Luigi Caracciolo, che rifiutò l'incarico, e si rivolse quindi a Mario Costa: la musica di Nannì venne scritta di getto sul marmo di un tavolino del vecchio caffè "Napoli" nella Villa Nazionale. Da qui iniziò una lunga collaborazione: sui versi di Salvatore Di Giacomo scrisse le canzoni Era de maggio, nel 1881 Ojè, Carulì, nel 1882 Luna nova, A ritirata, Oili - oilà, Catarì, Serenata napulitana, Munasterio, Lariulà. Compose inoltre canzoni su versi di Ferdinando Russo (Scetate, O cuntrattino) e su versi di Roberto Bracco (Napulitanata, Tarantì tarantella, con titolo di Peppino Turco, Addimànnel'a mamma!, dedicata a Matilde Serao), " Nu vecchio e na vecchia") 
Ottenne successi internazionali, come attestano i trionfi londinesi. 
Fu soprattutto Histoire d'un Pierrot, una pantomima (ovvero una specie di balletto privo di schemi coreografici definiti) cui Costa aggiunse le musiche, a garantirgli una duratura fama, accresciuta da una successiva trasposizione cinematografica dell'opera. Histoire d'un Pierrot andò in scena anche il 30 ottobre 1896 al Teatro Costanzi di Roma come Storia di un Pierrot, il 12 giugno 1897 al Teatro Reinach di Parma, il 29 giugno 1915 all'Opéra-Comique di Parigi ed il 6 aprile 1922 al Teatro La Fenice di Venezia.
Il capitan Fracassa andò in scena nel 1910 anche al Teatro Costanzi di Roma con la direzione di Nicola D'Arienzo.
Sempre al Teatro Reinach di Parma il 20 gennaio 1920 andarono in scena Il re di Chez Maxim ed il 13 novembre 1925 Il re delle api.
Il 1º marzo 1924 avvenne la prima de Il re di Chez-Maxim, nella seconda versione al Teatro La Fenice diretta Domenico Lombardo per la Compagnia Carlo Lombardo.
Dopo la sua morte, fu tumulato nel 1934 a Taranto, e trovò riposo in una tomba messa a disposizione dal Comune.

## Opere

### Romanze
- In alto mare  [Golisciani)
- L'abbandono (versi di L. Gargiulo)
- Desolazione
- Serenata d'un trovatore
- Voga voga... marinar (versi di L. Gargiulo)
- Tutto ritorna
- Amore e neve
- Preghiera dell'orfanella
- Il nome suo
- La regina della festa
- Fior di siepe
- Era la tenda (versi di L. Stecchetti)
- Deh! non giurar
- Canzone di Mignon
- Come il ricordo
- Biondina
- Ultimo volo
- Vieni fanciulla
- In montagna
- Incantesimo,
- Io morirò, ché la fatal mia sera
- Primavera
- L'ultimo lamento
- Lontano
- L'ortensie
- Nonna sorridi...
- Nel sonno mio credei...
- Serenata napoletana
- Sei morta ne la vita mia
- Sul fiume
- Sai tu fanciulla...
- Tu sei la fiamma...
- Un organetto suona nella via
- Voi che salite questo verde monte
- Visione
- Veglia orientale
- Malia
- E come tutte quante...
- Un giorno a passo passo...
- La gelosia
- Don Chisciotte
- Avummaria
- Dispietto
- Serenatella
- Maria Rò
- Bella...tu stai durmenno
- Aubade
- La Mendiante
- J'ai peur de vous
- La bouquelière
- J'ai dit à mon coeur
- C'est la vent
- Chassez les pleurs
- Chanson d'exil
- Le nouveau pauvre.

### Melodie
- Tu
- Che vorrà dire
- Onda fuggitiva
- Languirò sempre (L. Gargiulo)
- Due fiori
- La première
- Souvenir de Sorrento
- Ce baiser j'y pense (De Renis - Paul Ferrier)
- Rappel - toi

### Balli e danze
- Regina di spade
- Bella Napoli

### Duetti
- Il ritorno ([L. Gargiulo),
- 'A signora Luna (Salvatore Di Giacomo).

### Inni e marce
- Italia! (1918)
- Saluto alla patria (1873)
- Omaggio all'esercito (1916)
- Rapsodia eroica (1933)
- La regina del mare (1910)
- Inno al duce (1933) (inedito)[senza fonte].

### Stornelli
- M'amasti mai?
- Foglie autunnali

### Canzoni
- 'A frangesa
- Serenata napulitana

## Pantomime
- Histoire d'un Pierrot (pantomima in 3 atti, 1893 al Théâtre de la Bodinière di Parigi) di Fernand Beisser, musiche P. M. Costa edizioni Miss. Bideri; Giannini; Choudens.

## Operette
- Il re di Chez-Maxim, operetta in 3 atti, libretto di Carlo Lombardo, 1919, al Teatro Fossati di Milano
- Scugnizza, libretto di Carlo Lombardo (operetta, 1922) al Teatro Alfieri di Torino
- Mimì Pompon, libretto di Giuseppe Adami (operetta, 1925) al Teatro Lirico di Milano
- Capitan Fracassa, libretto di Guglielmo Emanuel (1909) al Teatro Alfieri di Torino
- Posillipo, libretto di Ernesto Murolo e Salvatore Di Giacomo (operetta, 1921 al Teatro Eliseo di Roma)
- Il Re delle Api (operetta, libretto di Edoardo Marocco, Teatro Lirico di Milano, 11 febbraio 1925)